# Bartosz Józefiak
Bartosz Józefiak (ur. 6 marca 1987 w Pabianicach) – polski dziennikarz, reporter, specjalizujący się w reportażu wcieleniowym.

## Życiorys
Mieszka w Łodzi. Ukończył studia filozoficzne na Uniwersytecie Łódzkim oraz Polską Szkołę Reportażu. Współpracuje z „Dużym Formatem”, „Tygodnikiem Powszechnym”, portalem weekend.gazeta.pl, Superwizjerem TVN i OKO.Press. Pisze o sprawach społecznych, rynku pracy oraz zajmuje się reportażem wcieleniowym, w ramach którego zatrudnia się w różnych miejscach, lub przenika incognito do organizacji, w celu opisania ich działań od środka. Na potrzeby reportażu był m.in.: ochroniarzem, operatorem żurawi budowlanych, sanitariuszem w Szpitalu Narodowym, opiekunem w DPS, bezdomnym i kandydatem do Wojsk Obrony Terytorialnej.
Był dwukrotnie nominowany do nagrody Newsweeka im. Teresy Torańskiej oraz jednokrotnie do Grand Press. Jest autorem książki „Wszyscy tak jeżdżą” oraz współautorem z Wojciechem Góreckim książki „Łódź. Miasto po przejściach”. Wraz z Agnieszką Bombą i Piotrem Stefańskim współtworzy audioserial reporterski pt. „Wietnamski Dług”.

## Nominacje
- 2017 – nominacja do nagrody Newsweeka im. Teresy Torańskiej w kategorii: Internet, za artykuł „Małe miasto i muzułmanie. Ełk po zabójstwie Daniela”[7],
- 2018 – nominacja do nagrody Newsweeka im. Teresy Torańskiej w kategorii: najlepsze w Internecie, za artykuł: „Zanim zadzwonisz na 112, bo zapomniałeś PIN-u do telefonu, przeczytaj ten tekst”[8],
- 2022 – nominacja do Grand Press w kategorii: reportaż audio, za reportaż: „Wietnamski dług” (wraz z: Agnieszką Bombą, Piotrem Stefańskim)[6],
- 2024 – nominacja (finalista) do Grand Press w kategorii: Reporterska Książka Roku, za książkę: Patodeweloperka. To nie jest kraj do mieszkania[9].

## Książki
- Górecki W., Józefiak B., Łódź: miasto po przejściach, Wydawnictwo Czarne, 2020, ISBN 978-83-8191-001-9,
- Józefiak B., Wszyscy tak jeżdżą, Wydawnictwo Czarne, 2023, ISBN 978-83-819-1712-4.
- Józefiak B., Patodeweloperka. To nie jest kraj do mieszkania, Wydanie I, Kraków: Znak Litera Nova, 2024, ISBN 978-83-240-8397-8